# Hans Witten

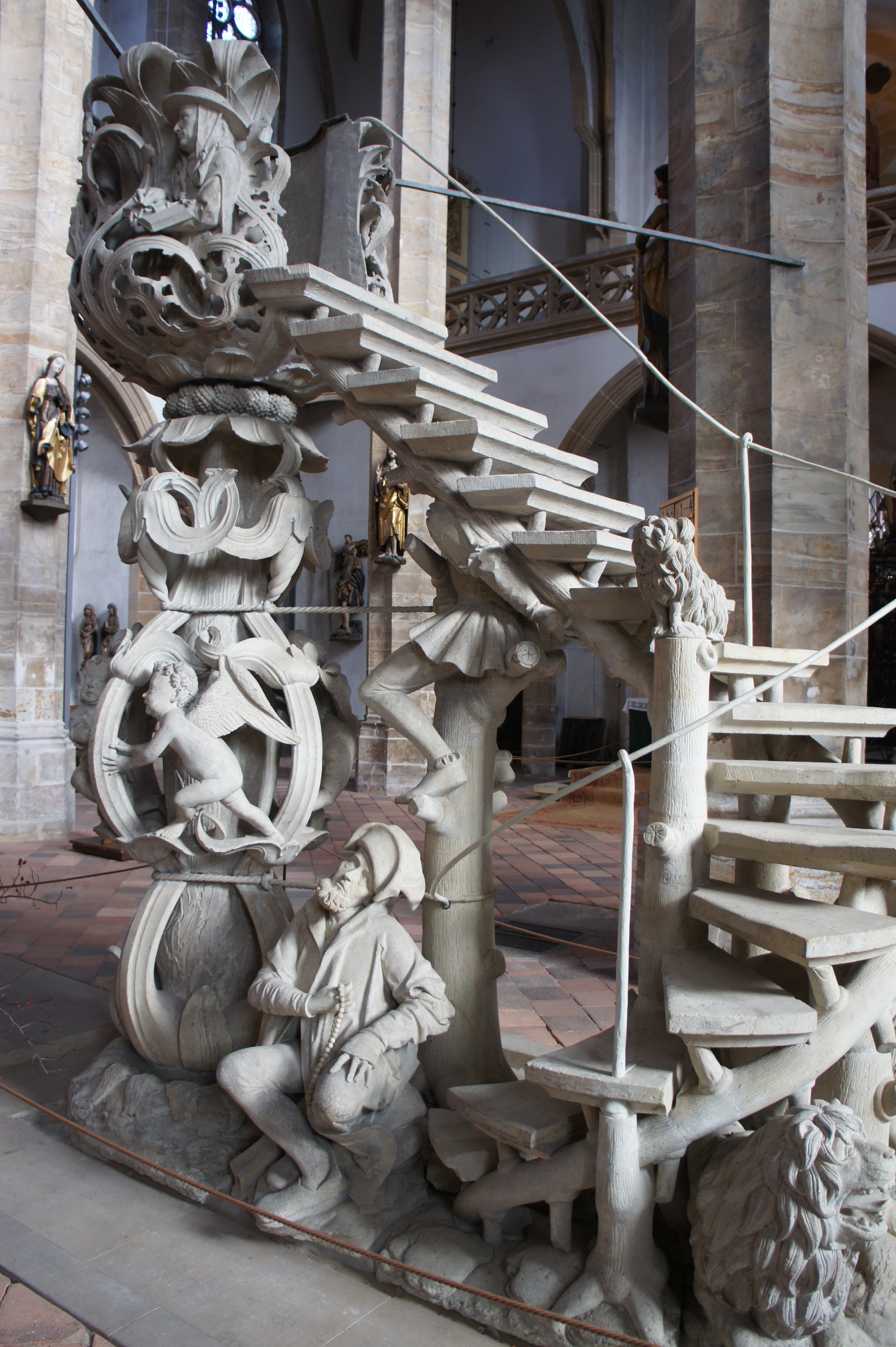
Tulpenkanzel im Dom von Freiberg, um 1508–1510

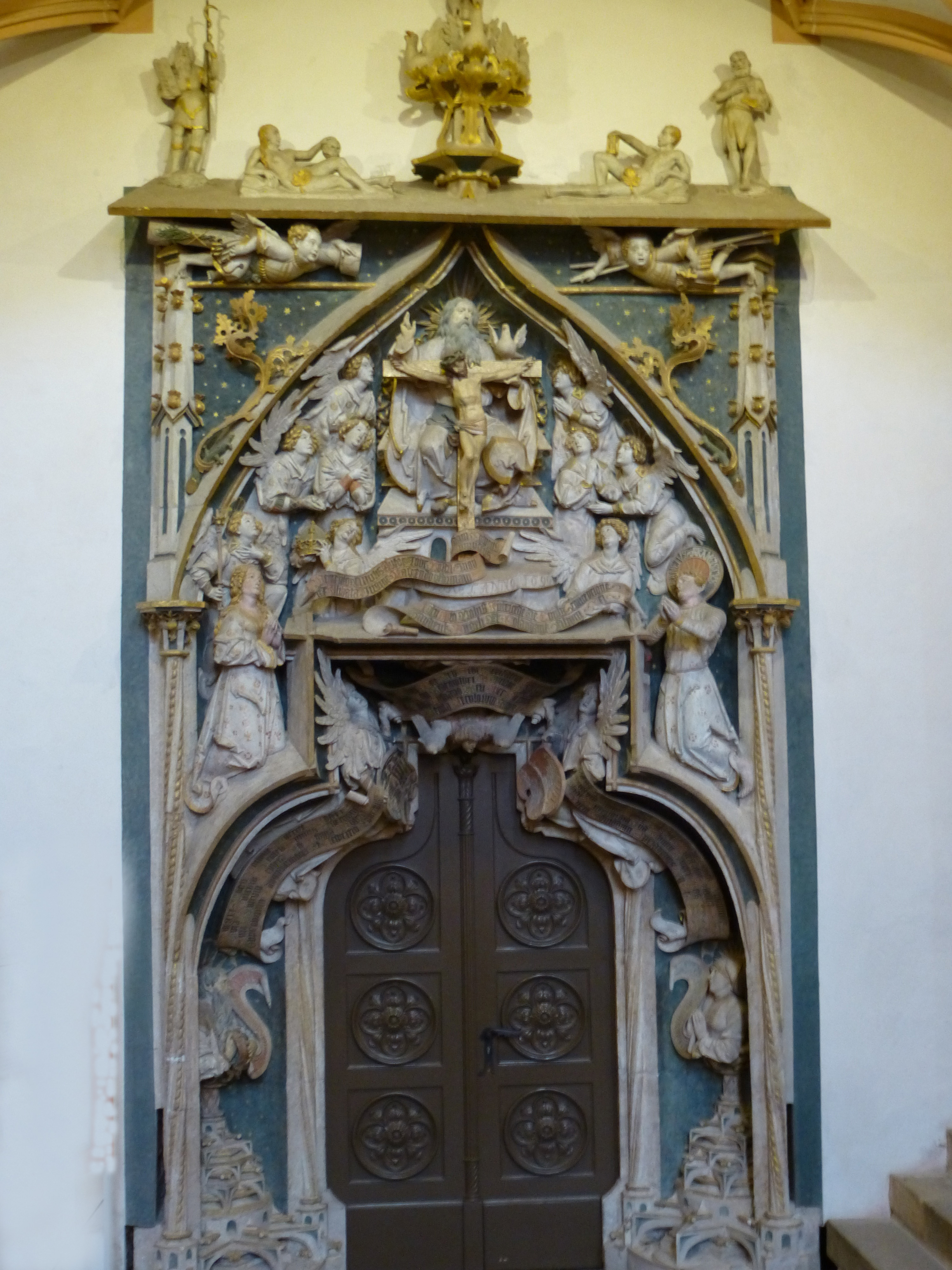
Schöne Tür in Annaberg, signiert HW, 1512

Hans Witten (* 1470/80 möglicherweise in Braunschweig; † nach 1522 vermutlich in Annaberg; korrekt ist jedoch der Notname Meister H. W.) ist nach einer immer noch umstrittenen Identifizierung der Name eines deutschen Bildhauers, der drei Werke mit dem Kürzel H.W. signierte. Er gilt nicht nur als bedeutender Braunschweiger Bildhauer, sondern als einer der Hauptmeister der Spätgotik, der vermutlich in Braunschweig die Kanzel in der Aegidienkirche fertigte, später nach Sachsen ging und dort seine Hauptwerke, u. a. die Tulpenkanzel im Freiberger Dom, schuf.

## Leben und Namensgebung
Ausgangspunkt für die Rekonstruktion von Leben und Werk des Meisters sind drei Werke, an denen sich das Monogramm H. W. findet: die Hl. Helena in Halle, der Altar in Borna und die Schöne Tür in Annaberg. Aus stilistischen Gründen werden dem Meister weitere Werke zugeschrieben, insbesondere die Tulpenkanzel des Domes zu Freiberg und die Kanzel der Aegidienkirche in Braunschweig. Dazu kommen das Schlosskirchenportal in Chemnitz und das Hochaltarretabel der Niklaskirche in Ehrenfriedersdorf sowie weitere Werke in Goslar, Chemnitz-Ebersdorf und Waldkirchen im Erzgebirge.
Auf der Suche nach einem in den Schriftquellen der genannten Standorte nachweisbaren Bildhauer fand Walter Hentschel verschiedene Nennungen eines „Hans Witten“, den er zeitweise mit einem ebenfalls in den Quellen genannten „Hans von Cöln“ identifizierte. Die Identifizierung des Meisters HW mit Hans Witten wird neuerdings wieder bestritten.
Im Braunschweiger Stadtarchiv ist ein Meister Johann van Kollen verzeichnet, der am 15. November 1477 sein Testament hinterlegte, dieser hatte einen Sohn namens Hans. Daher wird angenommen, dass Hans Witten von Köln in Braunschweig geboren ist. Des Weiteren ist sein Name im Jahre 1502 im „Schoßverzeichnis von Chemnitz“ als Bürger Hans Witten von Köln verzeichnet. Im Jahre 1507 wird einmal Hans von Köln und ein zweites Mal Hans Witten von Köln als Schöpfer des Ehrenfriedersdorfer Altars genannt.
Nach einer Theorie von Curt Langer (vor 1961), die auf Forschungsergebnissen von Theda Tappen und Hans-G. Uhl sowie eigenen Archivstudien beruht, wird die Person Hans Witten in zwei Künstlerpersönlichkeiten aufgelöst:
- den Maler Hans von Köln
- und den Bildhauer und Bildschnitzer Hans Witten

Beide sollen Zeitgenossen gewesen sein und in ihrem Wirken und Schaffen eng verbunden gewesen sein.
Nach dieser Betrachtungsweise ordnet man den Ehrenfriedersdorfer Altar dem Malers Hans von Köln zu.

## Werke

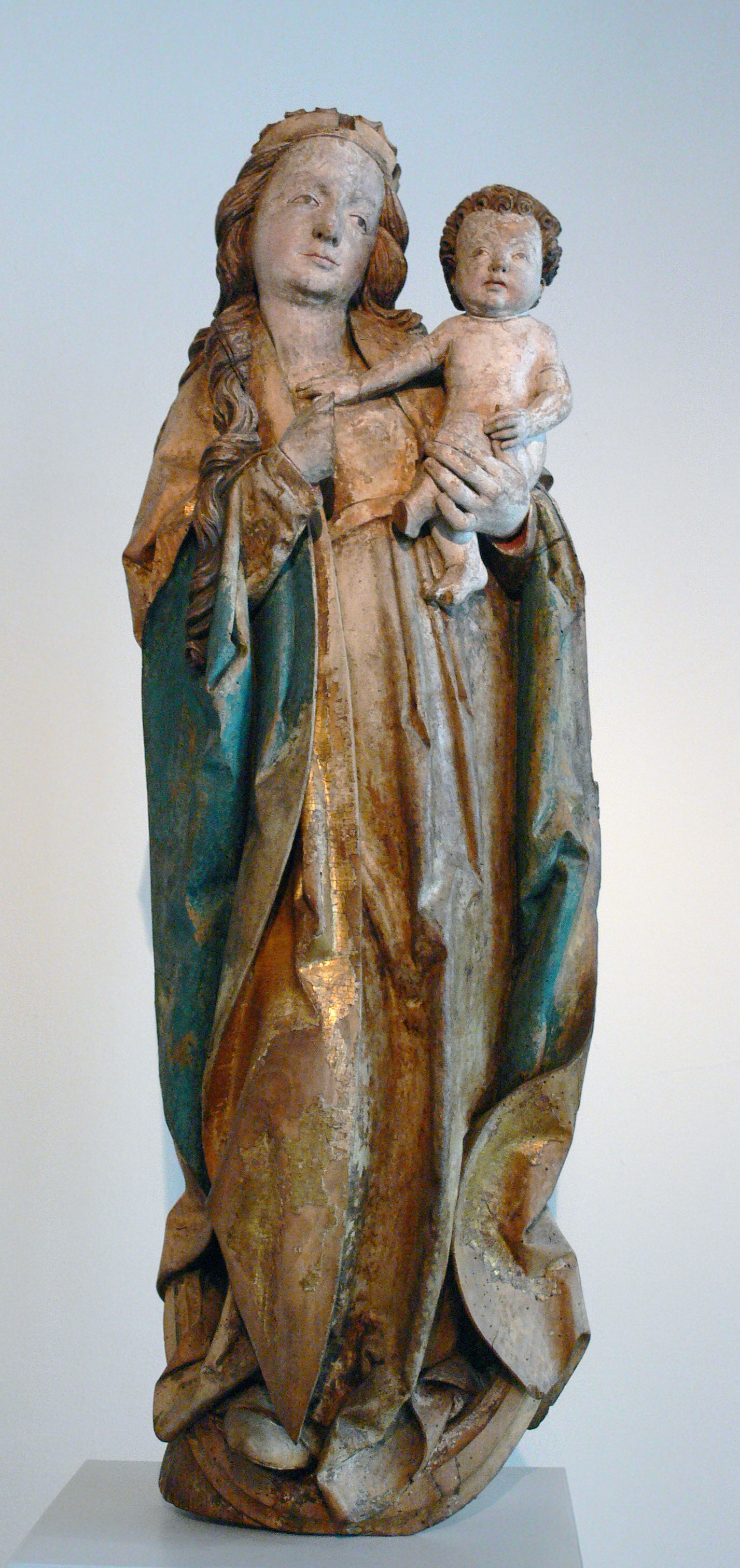
„Waldkirchener Madonna II“, um 1510, Skulpturensammlung Dresden, ausgestellt im Schlossbergmuseum Chemnitz

H. W. wurde wegen seiner einfallsreichen und phantasievollen Kunst als Bildhauerdichter bezeichnet. Er gehört zu den Hauptmeistern der spätgotischen Plastik und war hauptsächlich in Obersachsen tätig. Er entwickelte einen markanten Eigenstil. Seine Kunst wurde von der niedersächsischen Plastik beeinflusst, von den Kupferstichen Martin Schongauers sowie von den Graphiken Albrecht Dürers. Es lassen sich Bezüge zu Veit Stoß und Tilman Riemenschneider herstellen. Wittens Arbeiten sind mehr spätgotisch als renaissancehaft. Die Arbeiten von Franz Maidburg wurden von ihm inspiriert.
- Annaberg
  - signierte „Schöne Tür“ (1512), seit 1577 in der St.-Annen-Kirche, ursprünglich an der Franziskaner-Observantenkirche
  - Taufstein (um 1515)
  - Schlussstein aus der Daniellegende (um 1520)
  - Epitaph mit der Kreuzigungsgruppe

- Borna
  - signierter Flügelaltar (1511) in der Stadtkirche St. Marien

- Braunschweig
  - Spätgotische Kanzel (vor 1500) in der Aegidienkirche. Die Kanzel, die sich heute (2008) in der Aegidienkirche befindet, befand sich ursprünglich in der Kreuzklosterkirche in Braunschweig. Die Kanzel überstand die Bombennacht vom 15. Oktober 1944 nur, weil sie sich nicht im Kreuzkloster befand, sondern ausgelagert war. Die Kreuzklosterkirche brannte völlig aus und wurde nicht wieder aufgebaut. Die spätgotische Kanzel hat Anton Detlev Jenner 1712, ein Braunschweiger Bildhauer, aus der „Paulinerkirche der Dominikaner“ herausgenommen, als diese zum herzoglichen Zeughaus umgebaut wurde und sie in seine barocke Kanzelwand in der Kreuzklosterkirche eingebaut.[6]

- Calbitz
  - Madonna

- Chemnitz
  - "Erhebung der hl. Maria Magdalena", "Magdalenenrelief" oder auch "Himmelfahrt Magdalenas", Relief, um 1520 (oder um 1510[7]), Hilbersdorfer Porphyrtuff, aus Schloss Waldenburg, Kunstsammlungen Chemnitz, Schlossbergmuseum
  - Marienskulptur, sog. Schmerzensmutter, Laubholz, wohl vom Hochaltar der Chemnitzer Jakobikirche, nun im Schlossbergmuseum Chemnitz (1504 oder um 1501–1503)
  - Geißelungsäule in der Schlosskirche Chemnitz (1515)
  - Epitaph des Dietrich von Harras in der Stiftskirche (Ebersdorf) (1499)
  - Kruzifix in der Stiftskirche (Ebersdorf)
  - zwei Pulthalter in der Stiftskirche (Ebersdorf)
  - Altarwerk in der Kirche zu Mittelbach (1512)
  - Astwerk-Portal in der Schlosskirche (N-Seite des Langhauses Innen) (1504–1505)

- Ehrenfriedersdorf
  - Flügelaltar (1507) der St. Niklaskirche[8] Belegt ist, dass der Preis des Altares 400 Gulden war. Er soll zwischen 1507 und 1509 entstanden sein.[9]

- Freiberg
  - Spätgotische Tulpenkanzel (um 1508–1510) im Dom von Freiberg, eine Verkörperung der Legende des Bergbaupatron Daniel

- Goslar
  - Pietà von 1510/20 in der Jakobikirche (vermutlich)[10] nachweislich von Hans Witten aufgrund der Initialen H.W.[11]
  - Geweihleuchter mit thronender Kaiserfigur in der Rathausdiele in Goslar

- Halle an der Saale
  - signierte Heilige Helena am Rathaus (1502)

- Helmstedt
  - Gekreuzigter in der Stephanskirche in Helmstedt (vermutlich)[12]

- Wünschendorf
  - Kruzifix in der ev.-luth. Pfarrkirche St. Veit (1513)[13]

- Wüstenbrand
  - zwei Altarfiguren, Katharina und Ursula (1511/12)[14]

- Herkunft unbekannt
  - Trauergruppe aus einem Kalvarienberg (um 1500/1510)[15]

## Varia
- Im Zusammenhang mit dem unbekannten Dienstädter Meister als Schöpfer des Altars in der Kirche St. Sebastian in Dienstädt vermuten einige Fachleute Hans Witten als Schöpfer – oder dessen Schüler Georg Salmenbach.
- 1986 eröffnete der Staatliche Kunsthandel der DDR in Freiberg die Galerie Hans Witten.[16]